# Agustín Manito
Agustín Manito war ein uruguayischer Fußballspieler.

## Karriere

### Verein
Agustín Manito, Bruder der Fußballspieler Guillermo Manito, Vicente Manito und Luis Manito (alle CURCC), schloss sich 1907 dem Vorgängerverein des Club Atlético Peñarol, dem Central Uruguay Railway Cricket Club (CURCC) an. Für den CURCC spielte er bis 1912. Er agierte bei den Montevideanern in den Jahren 1907 und 1910 bis 1912 in der Rolle des Rechtsaußen, 1908 als linker Halbstürmer (Entreala izquierdo) und 1909 als Mittelstürmer. Er gehörte durchgängig der Stammformation an. 1907 war er mit zwölf erzielten Treffern hinter Ancieto Camacho (15 Tore) zweiterfolgreichster Schütze des Teams. Mit dem CURCC gewann er 1907 und 1911 die uruguayische Meisterschaft in der Primera División. Auch sicherte er sich mit der Mannschaft 1909 und 1911 den Titel bei der Copa de Honor Cusenier. Im Finale am 17. Oktober 1909, das zum ersten Titelgewinn bei der Copa de Honor Cusenier führte, steuerte er beim 4:2-Sieg über den argentinischen Verein San Isidro einen Treffer bei.

### Erfolge
- Uruguayischer Meister: 1907, 1911
- Copa de Honor Cusenier: 1909, 1911